# 船橋屋
株式会社船橋屋（ふなばしや）は、日本の食品メーカーである。

## 来歴

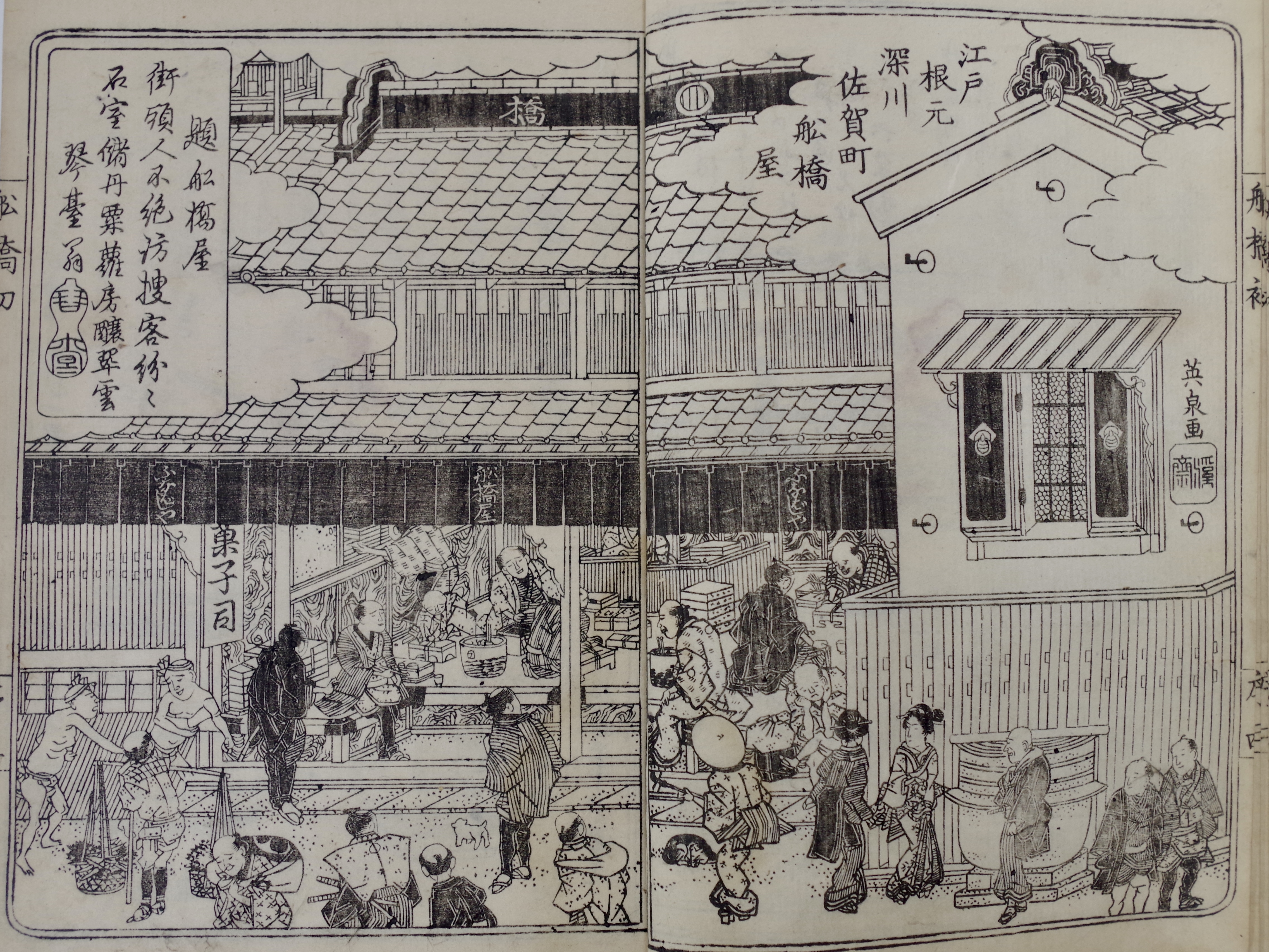
1841年頃の船橋屋

くず餅・あんみつ等の製造販売を行っている、文化2年（1805年） から続く老舗メーカーである。また喫茶店船橋屋こよみの経営も行っている。
本店は東京都江東区亀戸に置く。元祖くず餅の店として有名である。

## 事務所

### 販売店
直営店では本店を含め亀戸駅前店、柴又帝釈天参道店、本土寺参道店の4店舗を構えている。ただし本土寺参道店は季節限定で営業を行っている。
その他都内の百貨店や駅ビル駅ナカ、商業施設内で販売をしている他、期間限定で全国の百貨店での催事出店も行っている。

### 船橋屋こよみ
「おいしいものは人間を幸せにする」をコンセプトに船橋屋が経営する喫茶店。
広尾店の1階ではくず餅やあんみつ、くず餅プリンなどの持ち帰りができ、2階はランチ、甘味、ドリンクが楽しめるカフェになっている。メニューは季節毎に変わる。テーブルや椅子などの調度品は本店に保管していたアンティーク家具を使用している。
エキュート東京店（東京駅構内）やペリエ千葉店（千葉駅構内）、エキュートエディション渋谷店（渋谷スクランブルスクエア）はこのブランドのテイクアウト専門店。くず餅は勿論のこと、和菓子職人と専属パティシエのコラボーレーションによる上質な和スイーツを多数取り揃えている。

### 工場
東京都江東区亀戸に工場、岐阜県、沖縄県に澱粉発酵精製所がある。

## 沿革
- 1805年（文化2年） - 初代勘助、亀戸天神参道に創業[2]。出身地（下総国船橋[注釈 1]）の地名をとり、屋号を「船橋屋」とする。以降5代目まで個人経営。
- 1952年（昭和27年）10月 - 有限会社 船橋屋設立
- 1953年（昭和28年）04月 - 亀戸天神前本店完成（戦後復興）
- 1961年（昭和36年）05月 - 亀戸駅前店開店
- 1967年（昭和42年）07月 - 本社別館ビル完成（経理・人事・総務）
- 1968年（昭和43年）06月 - 株式会社へ改組
- 1978年（昭和53年）04月 - 本社工場ビル完成
- 1979年（昭和54年）05月 - 岐阜県羽島市に澱粉発酵精製所完成
- 1987年（昭和62年）08月 - 販売部門を分離 船橋屋販売株式会社設立
- 1993年（平成5年）03月 - 本社新館ビル完成
- 1995年（平成7年）10月 - 柴又帝釈天参道店開店
- 1996年（平成8年）
  - 06月 - 松戸本土寺店開店
  - 12月 - 亀戸駅前店新装開店
- 1997年（平成9年）11月 - 亀戸サンストリート店開店
- 1998年（平成10年）12月 - 亀戸天神前本店大規模改修工事完了
- 2001年（平成13年）12月 - 阿佐ヶ谷店開店
- 2003年（平成15年）01月 - ISO 9001:2000認証取得
- 2005年（平成17年）02月 - こよみ広尾店 開店

## 不祥事
2022年（令和4年）9月、同社の渡辺雅司・代表取締役社長が都内を車で走行中、赤信号の交差点に直進し、青信号の右折車と衝突した。事故後、渡辺は自らの非を認めず、相手に対して暴言や乱暴をはたらいた映像が同年9月8日にTwitterに投稿され105万回以上再生された。しかし、老舗名店社長の不祥事にもかかわらず一般報道がされないことを指摘したツイートが同年9月27日に76,5万人フォロワーを持つインフルエンサーによって投稿され、その内容から渡辺が隠蔽を図っていたことが露見し、炎上した。同日、船橋屋は公式サイト及び公式SNSを通じ、渡辺が交通事故を起こした一連の動画内容は概ね事実であると認め、謝罪文を掲載した。
2022年9月28日、渡辺本人より代表取締役辞任の申入れがあり、同社は受理の方針であることを明らかにした。翌29日には渡辺の辞任が承認されるとともに、後任として執行役員の神山恭子が就任した。創業家以外の人物が同社社長に就任するのは初めてである。なお、渡辺のパワハラ体質は以前から社内外で批判されていた。

## ギャラリー

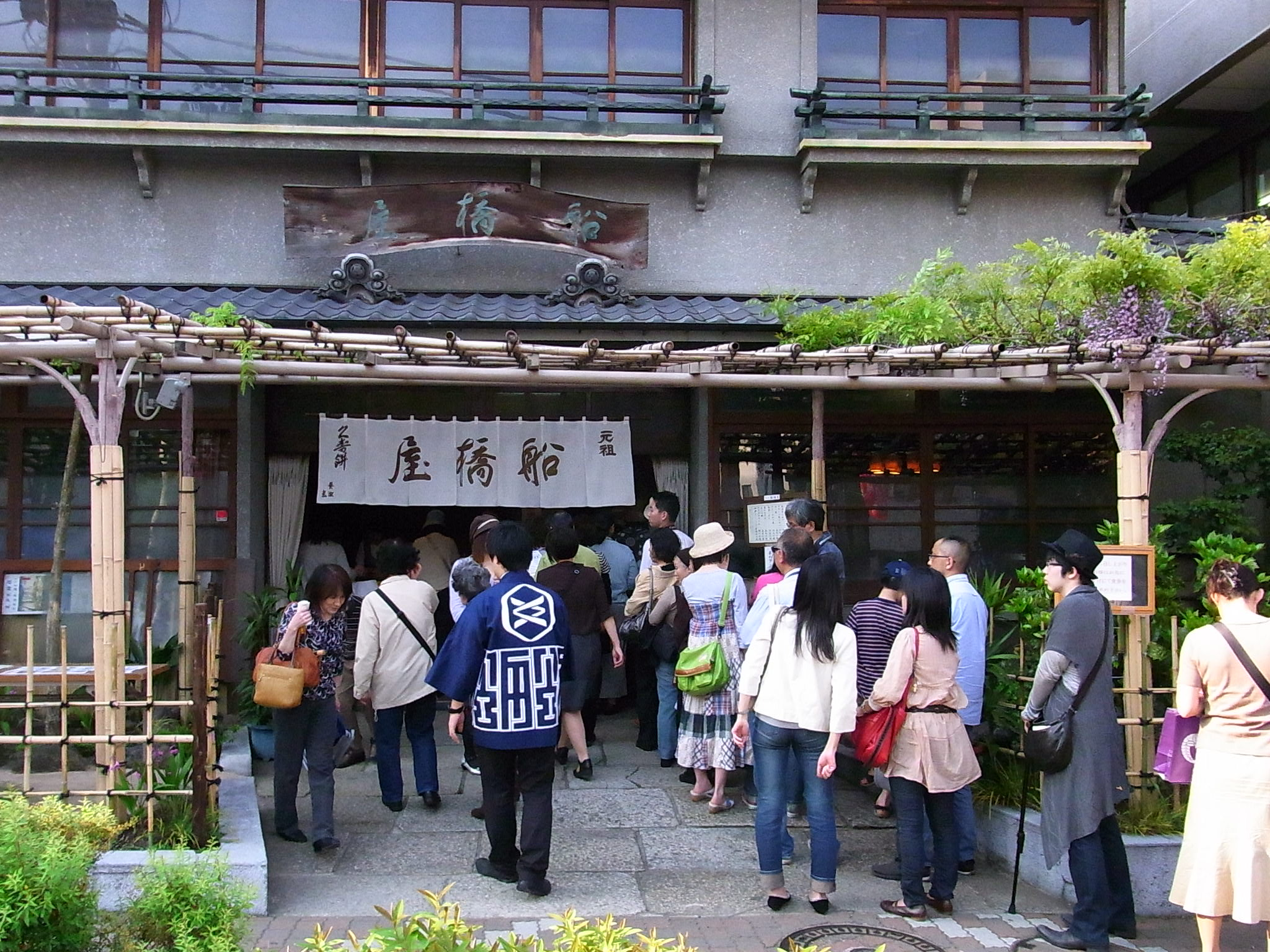
入口周り（2010年5月2日撮影）
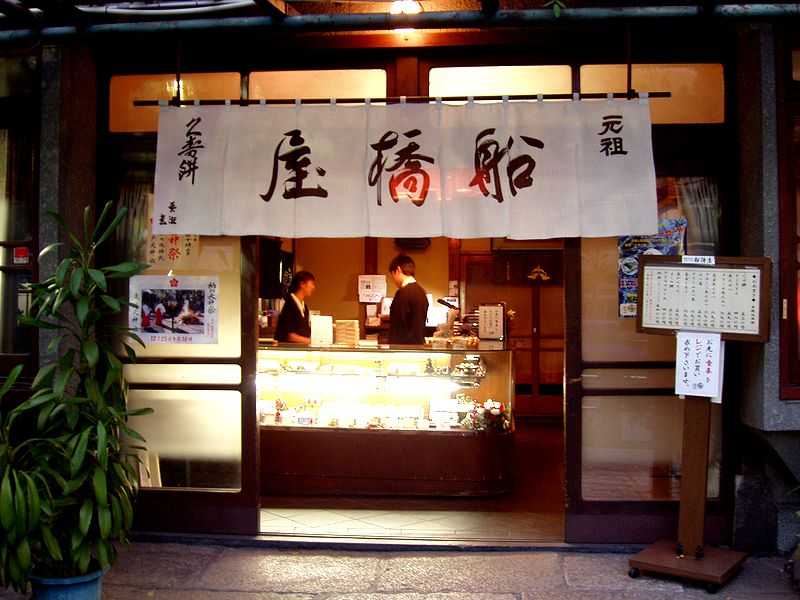
入口周り（2010年9月6日撮影）
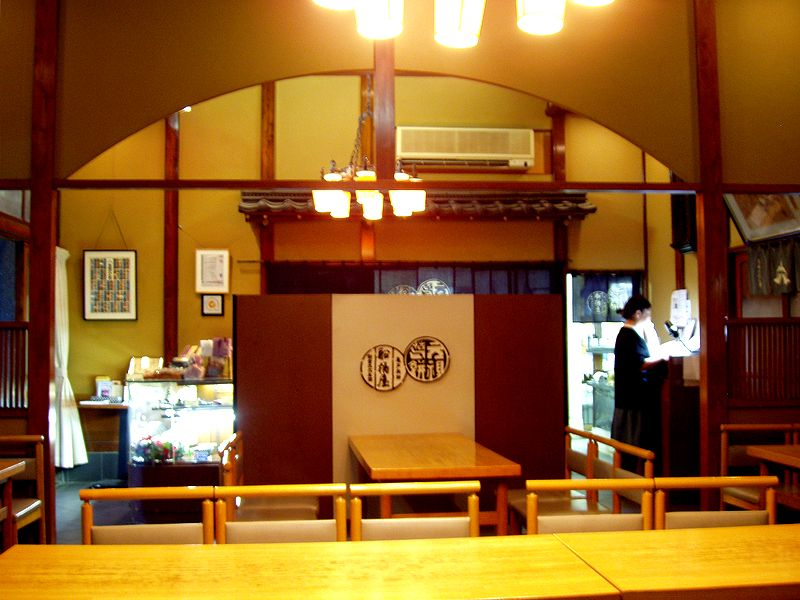
店内（2010年9月6日撮影）
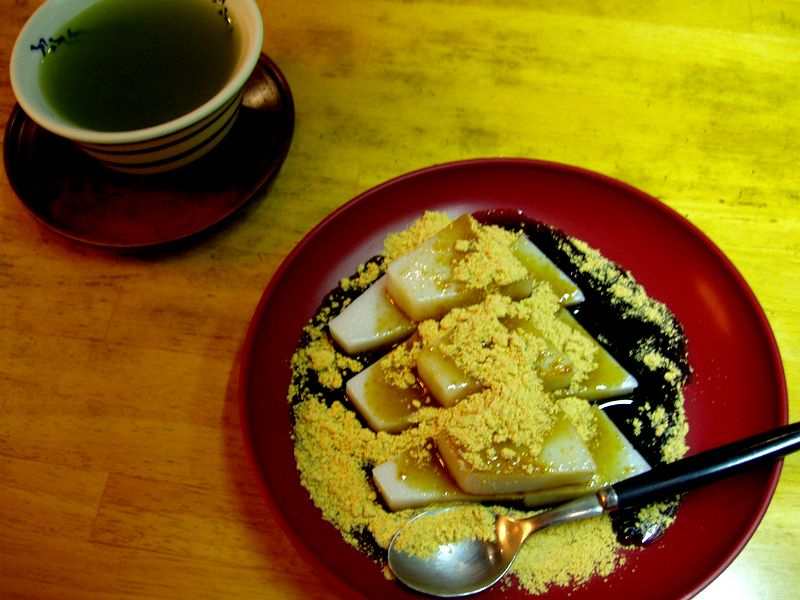
くず餅（2010年9月6日撮影）
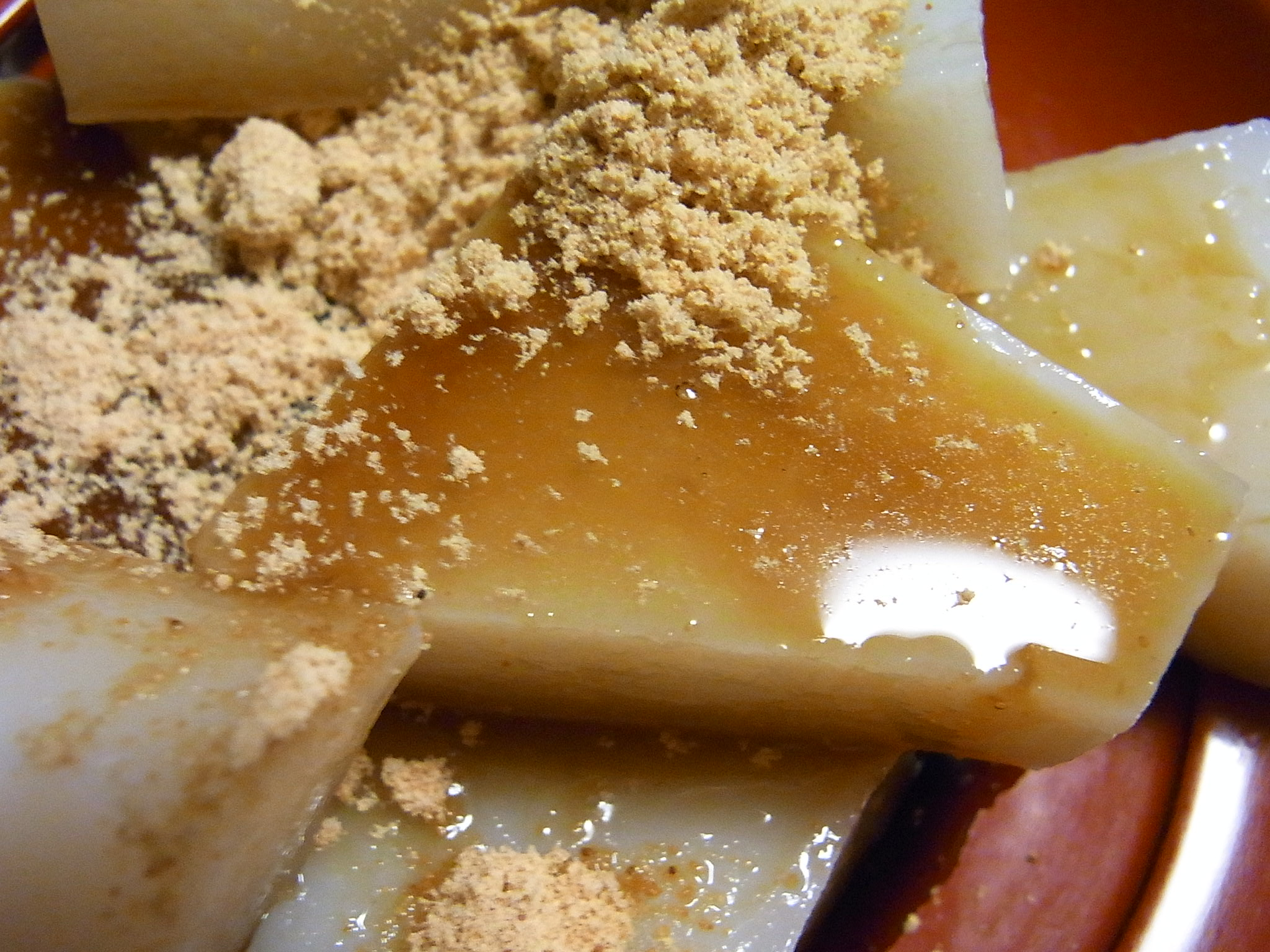
くず餅（2010年9月6日撮影）

## テレビ番組
- 日経スペシャル カンブリア宮殿 創業1805年の老舗和菓子店 伝統と革新の･･･「幸せ」経営術（2018年11月1日、テレビ東京）[11]